# Латир-камінь

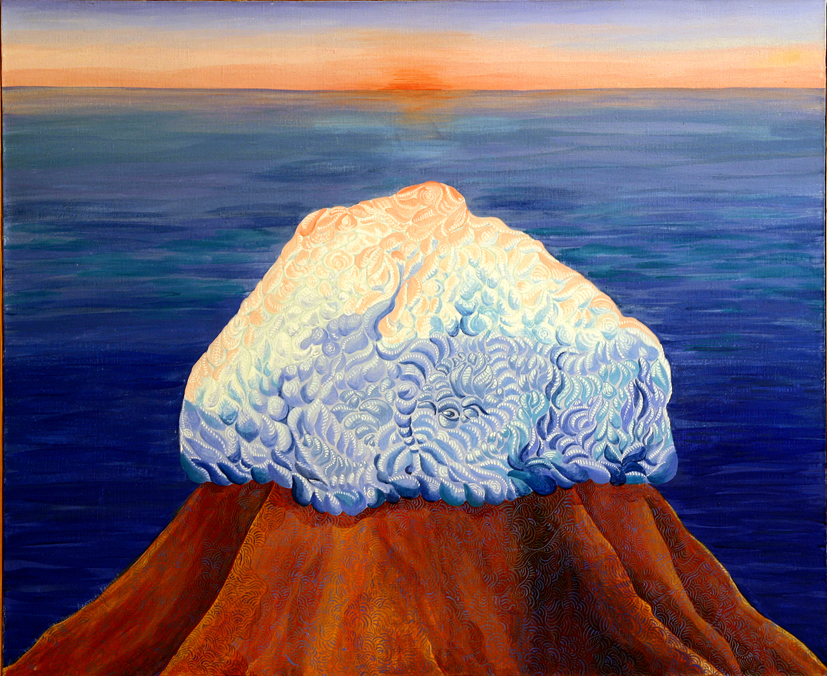
Картина «Біл-горюч камінь Латир» російської художниці Лоли Лонлі.

Латир-камінь (рос. Алатырь-камень) — у творах української книжності і східнослов'янських замовляннях священний камінь, розташований в Центрі Світу, «всім каменям батько».

## Дослідження походження лексеми
В. Войтович в своїй книзі «Українська міфологія» (2002) зазначає, що це — прадавній символ присутності Бога, що символізує єдність з божеством через жертвоприношення, що це священний «живий камінь», що лежить далеко на сході, у вирії, а на ньому росте Дерево життя (прадерево), а також завжди горить Живий вогонь, а під ним — Безсмертя душі людської, яким боги засівають землю.
Автор також зазначає, що за повір'ями на алатир-камені любить сидіти «красна діва Зоря», на ньому перебуває богиня Лада, Перун зі своїми помічниками — духами весняних гроз, а навесні на камені пробуджується бог-громовик.

Літератор Войтович утотожнює «Алатир, алатир-камінь» з словами «латир», «алтар», «олтар», «волтар», «алатар», «вівтар» незважаючи на те, що в укладеному в Інституті мовознавства ім. О. О. Потебні НАН України «Етимологічному словнику української мови» вказується, що рос. алтарь відповідає укр. вівтар, староцерк.-слов. алътарь, олътарь (від лат. altare), і жодним чином не утотожнюється з «алатиром» чи «алатир-каменем». Слово «алатир», не згадує Словарь української мови Бориса Грінченка (1907—1909), тлумачний словник української мови укладений колективом співробітників Інституту мовознавства АН УРСР під керівництвом академіка Білодіда, і «Нарис української міфології» В. Гнатюка (Львів, 1918 р.) підготовлений до друку й виданий Інститутом народознавства НАН України у Львові в 2000 році. Зазначений «Етимологічний словник» згадує рос. алатр, латырь у гаслі «латир», де порівнює ці слова з незасвідченим *латыгорь, утвореним від *латыгоръ («латиш») і з грец. ήλεκτρον («бурштин»).
В. Войтович зазначає, що скіфські чотирикутні вівтарі з хмизу й укріпленим зверху мечем були відтворенням «дерева життя» як центру світу, через який проходить світова вісь (меч-акінак), а в «Голубиній книзі» Латир-камінь називається «усім каменям батько» і на ньому спочивав Ісус Христос із своїми дванадцятьма апостолами.
У свою чергу, філолог В. Галайчук зазначає, що у жодних текстах замовлянь не фігурує сама назва «світове дерево», а його можна лише ідентифікувати за топонімікою та аксесуарами. Під деревом під ним/на ньому/в ньому: камінь Олтар/Алатир, престол, гніздо, дупло (укр.); бел (горюч) камень Алатырь, ракитов куст, рунец, златая чаша, гнездо, уздечка бранная с коня богатырского (рос.).
О. Афанасьєв, описуючи народні замовляння («Поэтические воззрения славян»), писав: народні замовляння, зберегли так багато найдавніших поетичних висловлювань, що знають міфічний біл-горюч алатир-камінь і ставлять його в тісному, нерозривному зв'язку з Буяном-островом. Ним же зазначається, що слово алатир, за самою загадковістю своєю, повинно бути досить давнього походження, і треба думати, що воно колись буде розгадано, як по зведенню його до санскритського кореня. Що спроби, зроблені для пояснення цієї назви, досі були незадовільні: Надєждін в алатир-камені підозрював бурштин, а саме слово «алатир» (Алатрі, алабирь, латирь) він визнавав за переробку грец. ήλέχτρον, лат. electrum — «бурштин», навіть попри те, що Алатир-камені, не являють нічого тотожного з грецькими переказами, що стосуються бурштину; російські народні перекази з'єднують з алатирем поняття чудесного «невідомого» каменю, і ніде ні в пам'ятках, ні в обласних говорах бурштин не називається цим ім'ям. Вірш про голубину книгу, в одному з багатьох своїх варіантів, говорить: «серед моря синього лежить латирь-камінь»; Надєждін приводив це місце, як вказівку на торгівлю бурштином. Коли Афанасьєв дійшов до написання свого третього тому, то вже писав про походження так: алатир-камінь і грец. ήλέχτρον сягають до санскритського кореня ark (= άλχ) — «блищати, випускати промені» (arkas — «промінь, сонце, кристал, мідь», arkis — «блиск»): ηλέχτωρ — сонце, тобто сяюче, ήλέχ-τρον — блискучий метал (суміш золота і срібла).
В українських замовляннях сокіл і ворон часто сидять на Алатир-камені. Алатир камінь — білий, синій, червоний, чорний, чи просто — різнокольорові камені.